# Ozarynci
Ozarynci (ukr. Озаринці; pol. Ozarzyńce) – wieś na Ukrainie w rejonie mohylowskim obwodu winnickiego.
Pod rozbiorami siedziba gminy Ozarzyńce w powiecie mohylowskim guberni podolskiej.
Siedziba rzymskokatolickiej parafii Podwyższenia Krzyża Świętego.

## Zabytki
- Zamek w Ozarzyńcach, obecnie w ruinie z 1657 roku[2]
- dwór, w części środkowej piętrowy[2]
- kościół, murowany pw. Nawiedzenia NMP zbudowany w 1741 roku przez Jana Dzieduszyckiego, chorążego trembowelskiego.

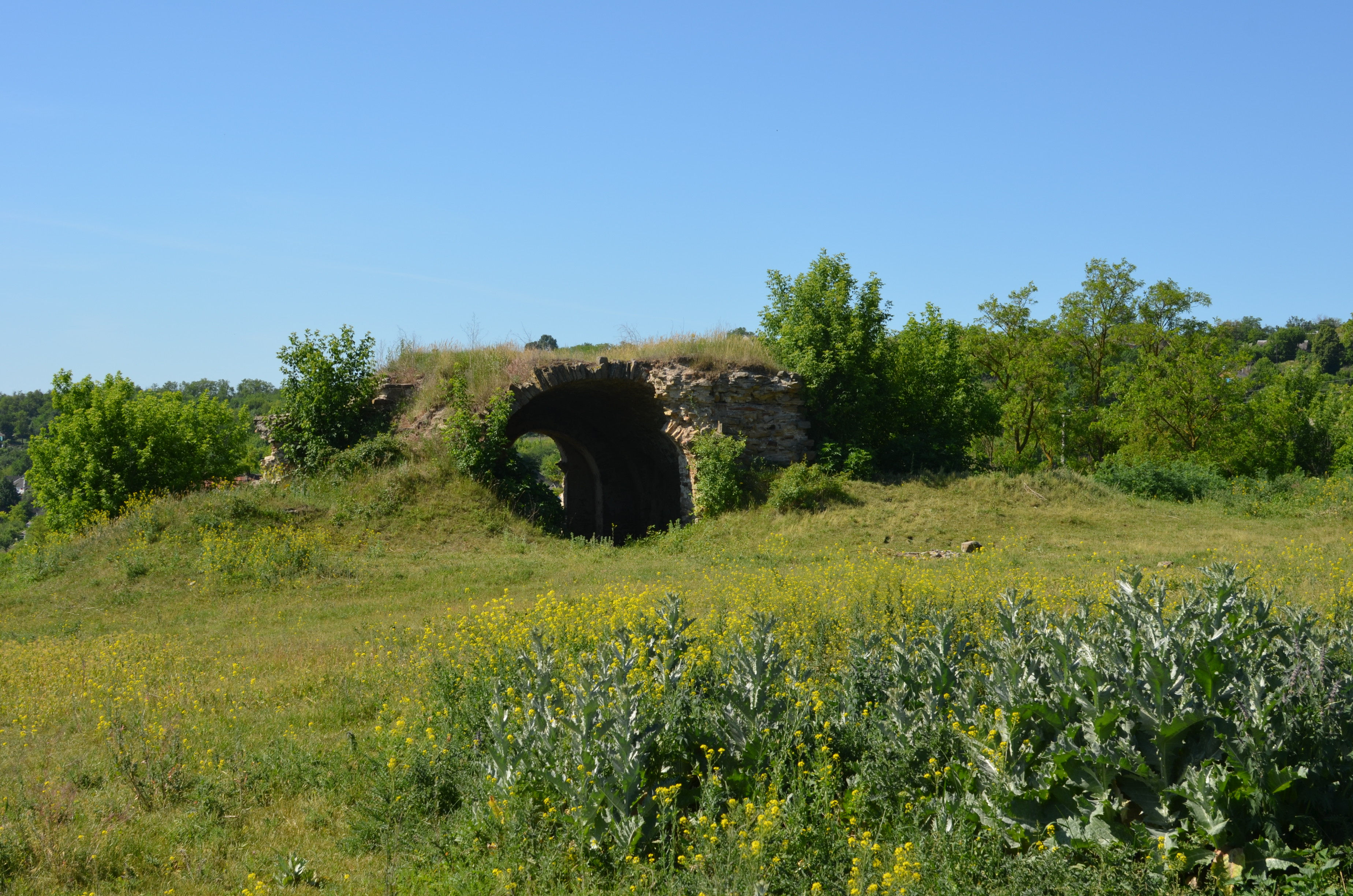
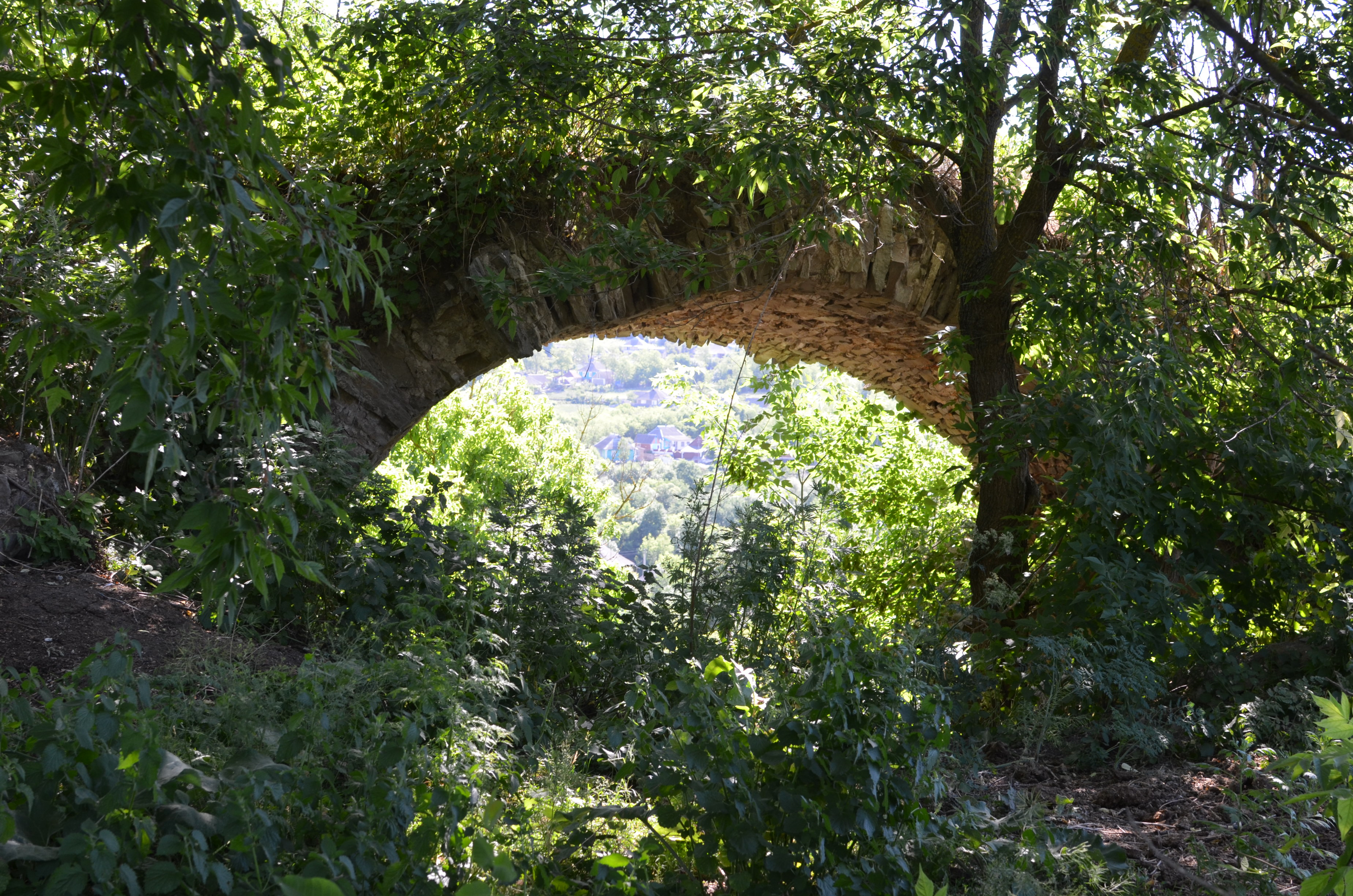
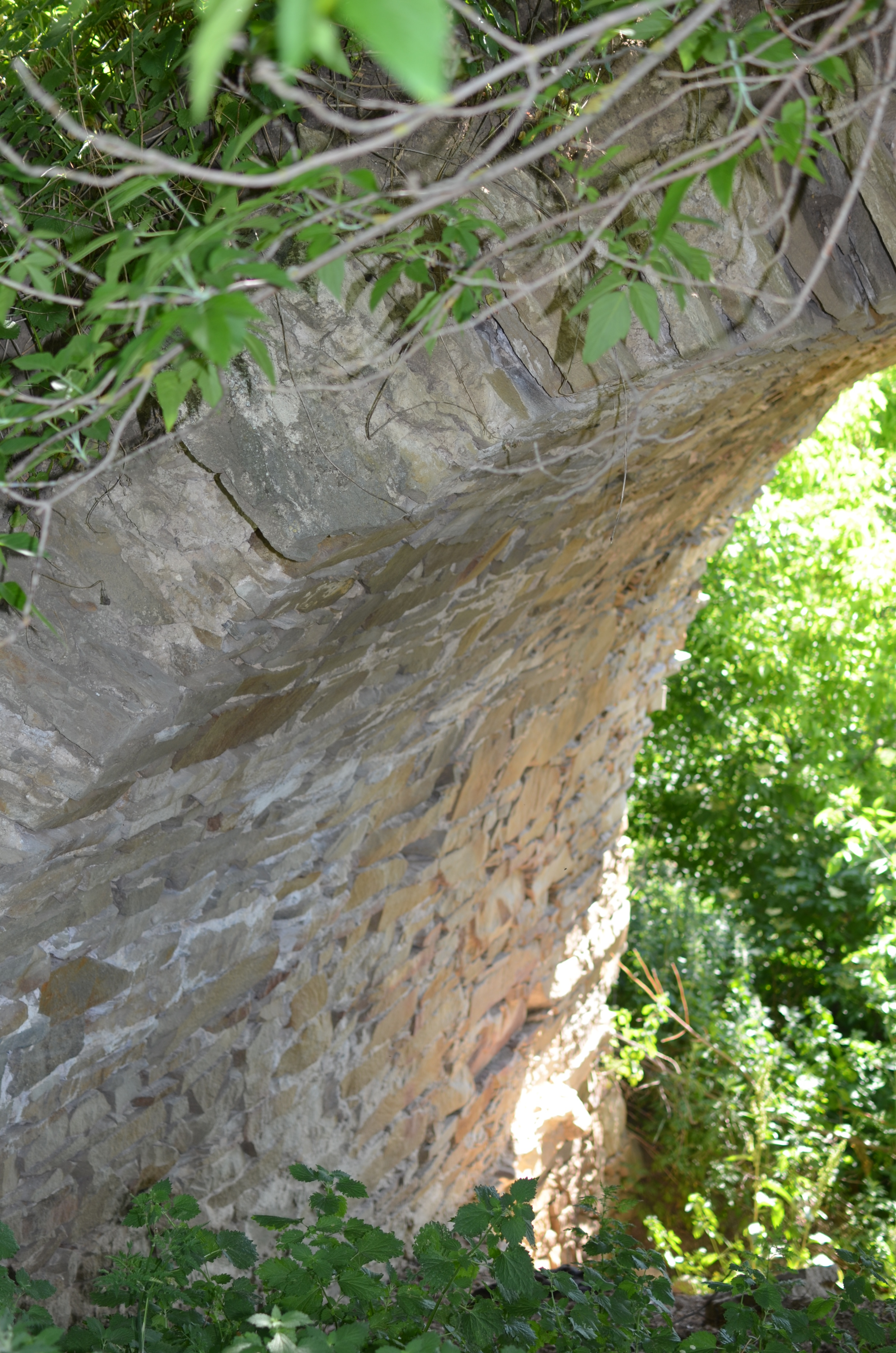
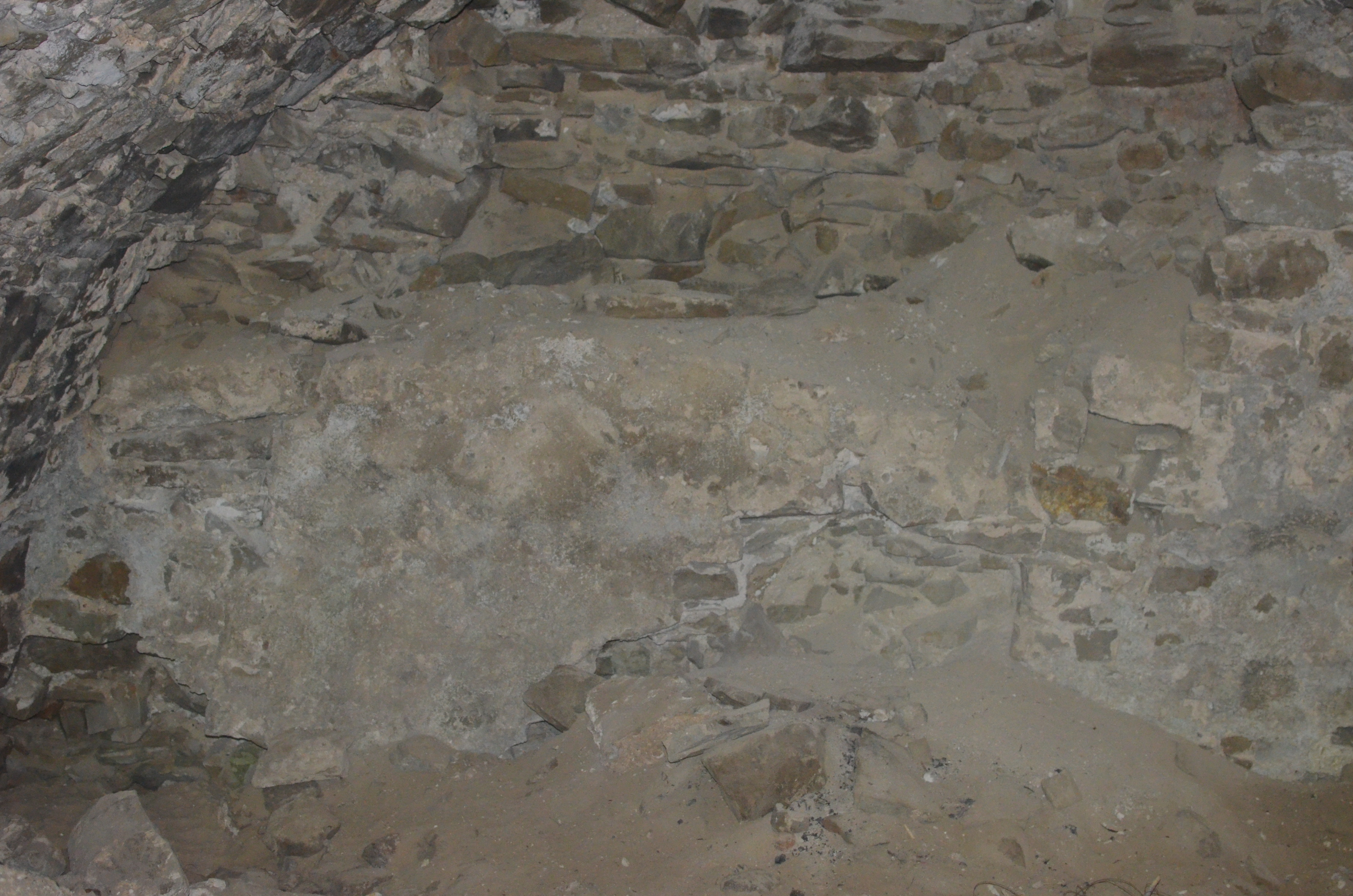
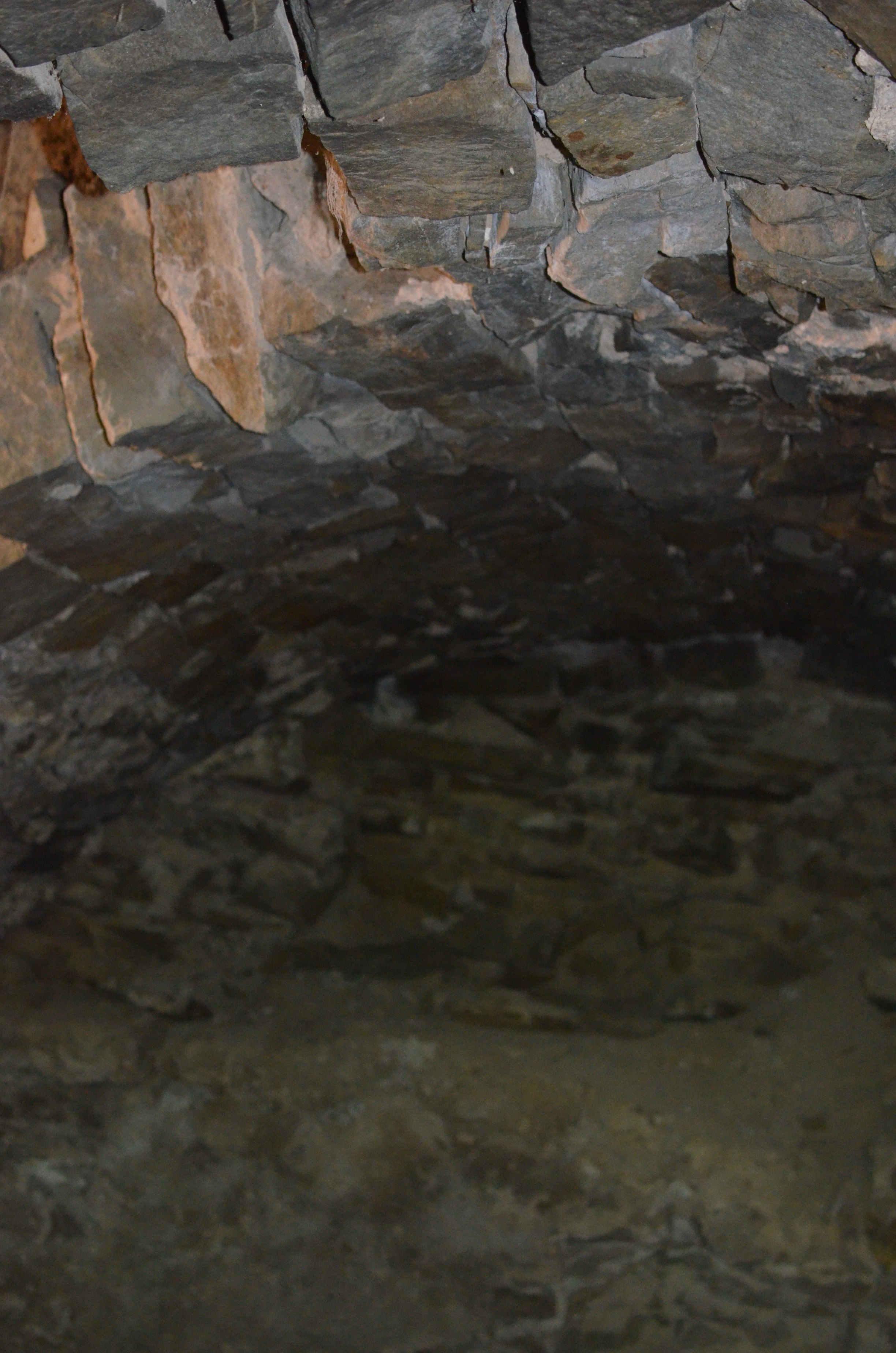
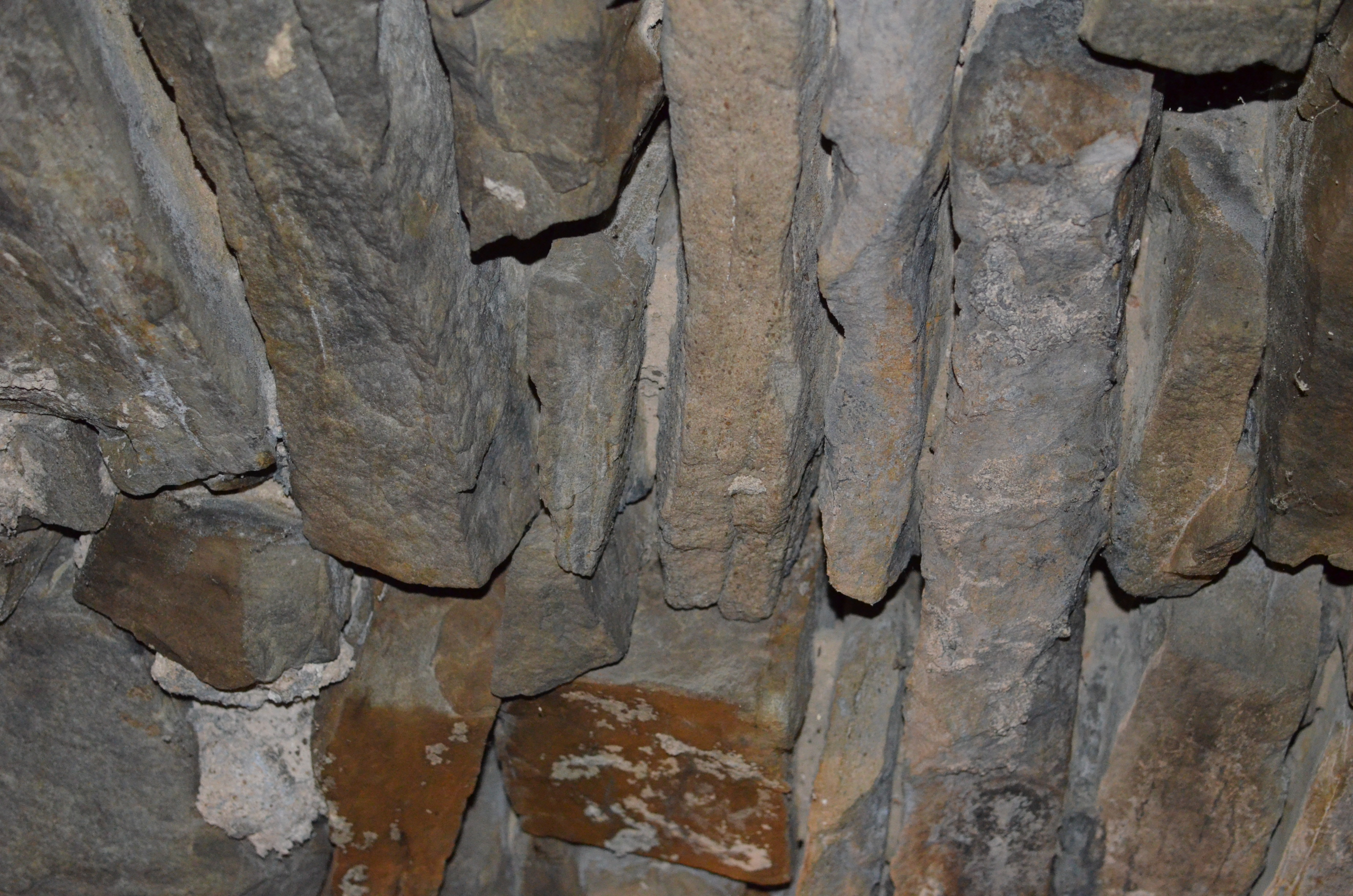
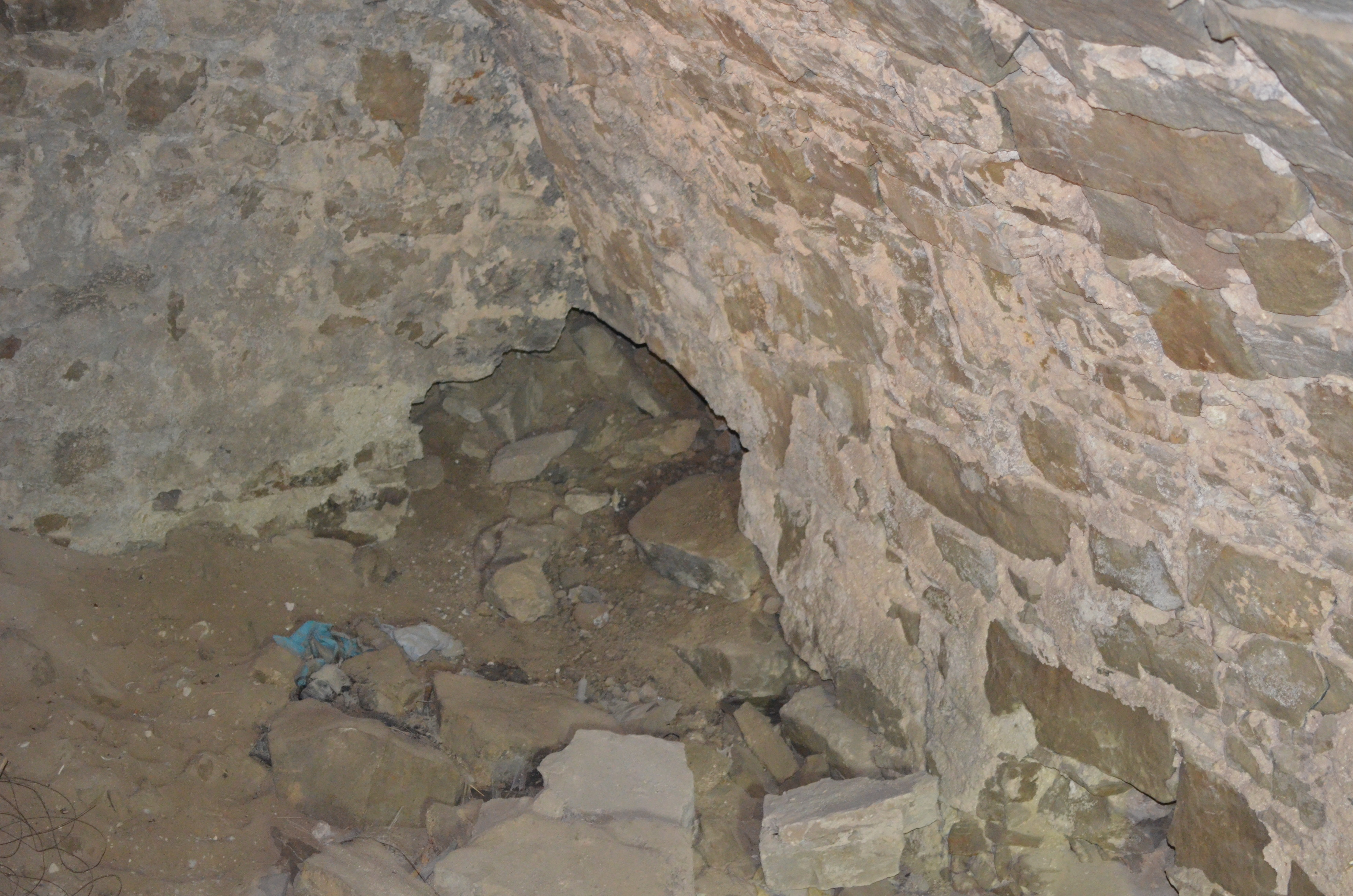
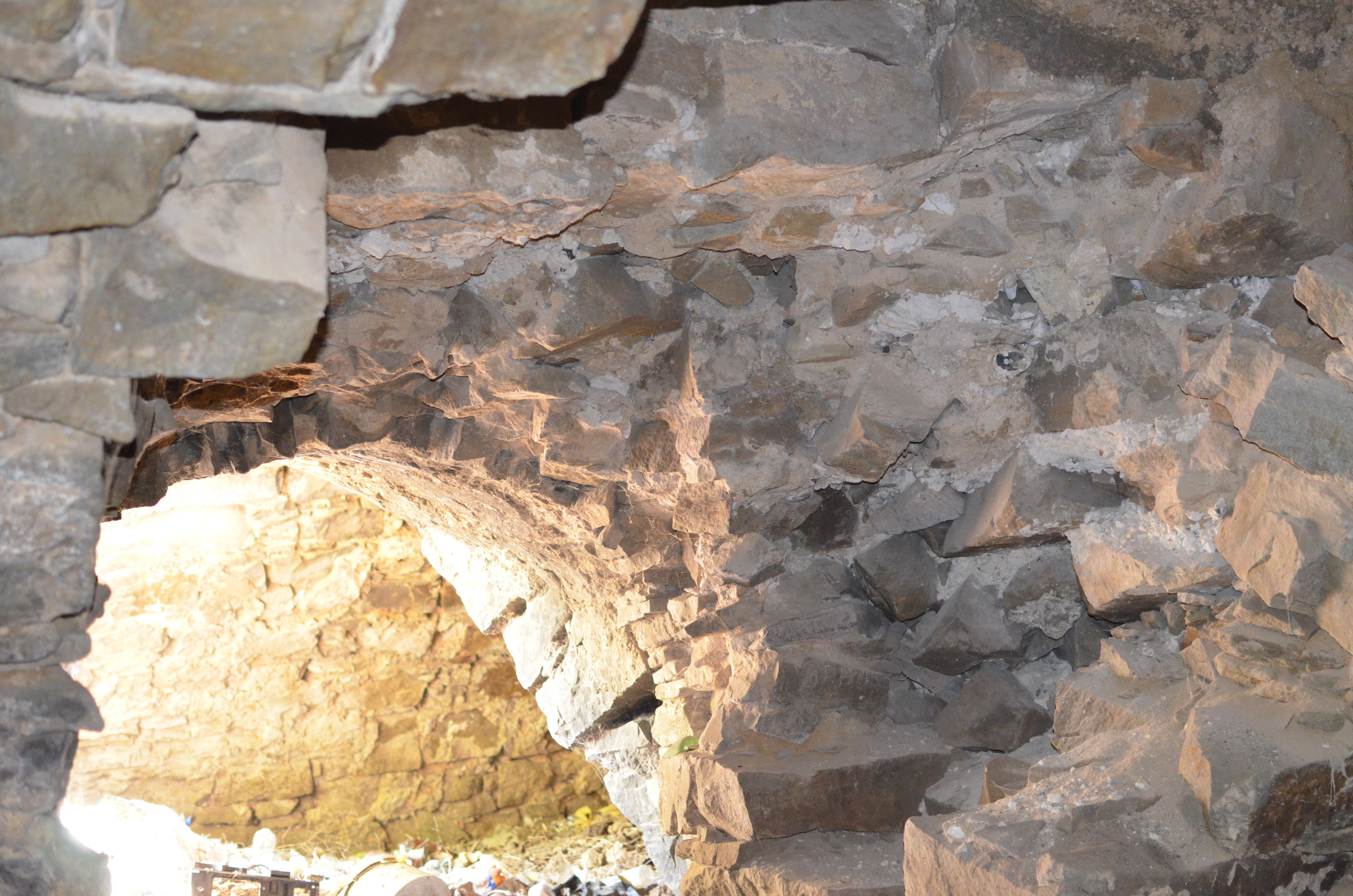
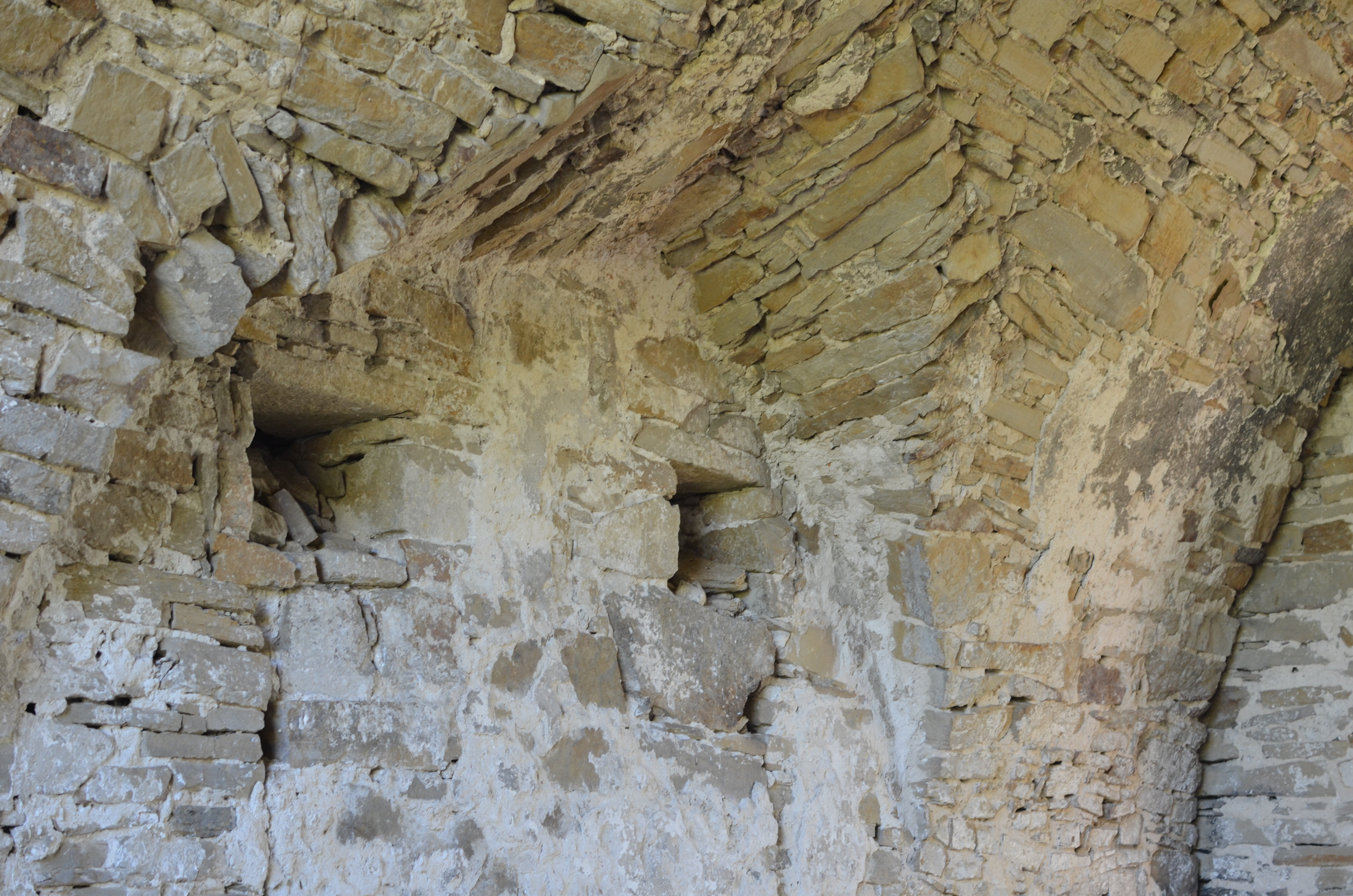
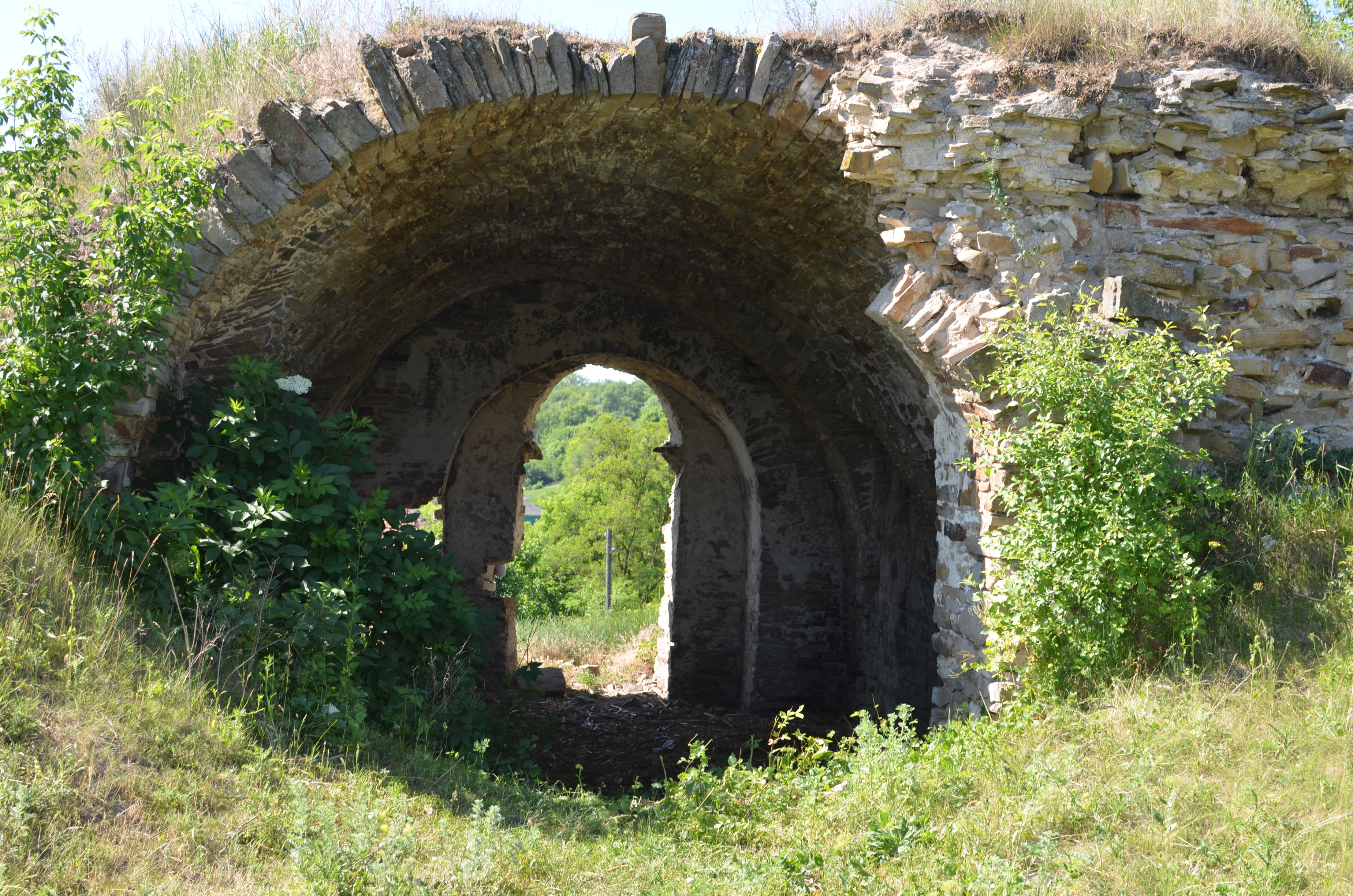
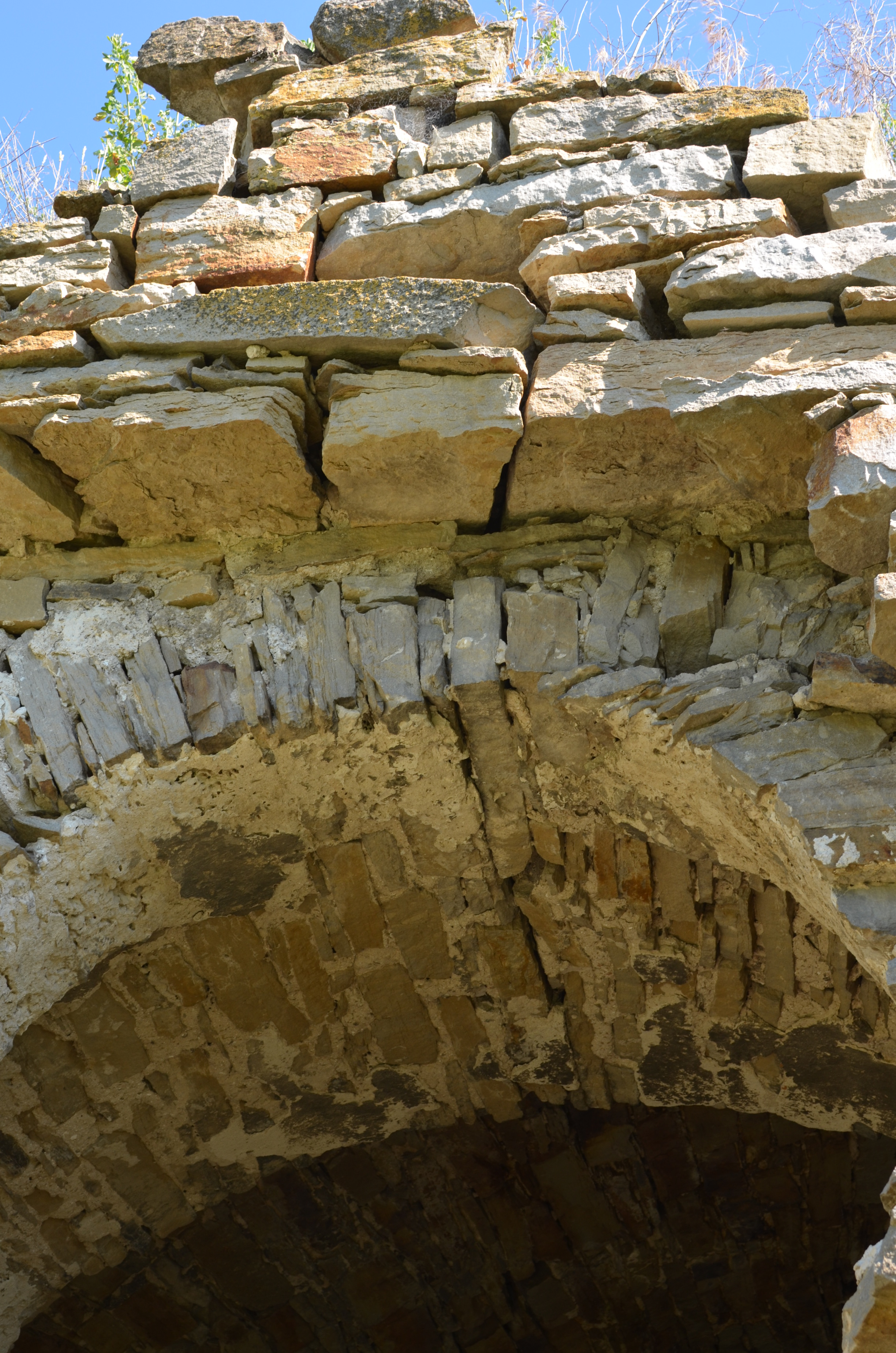
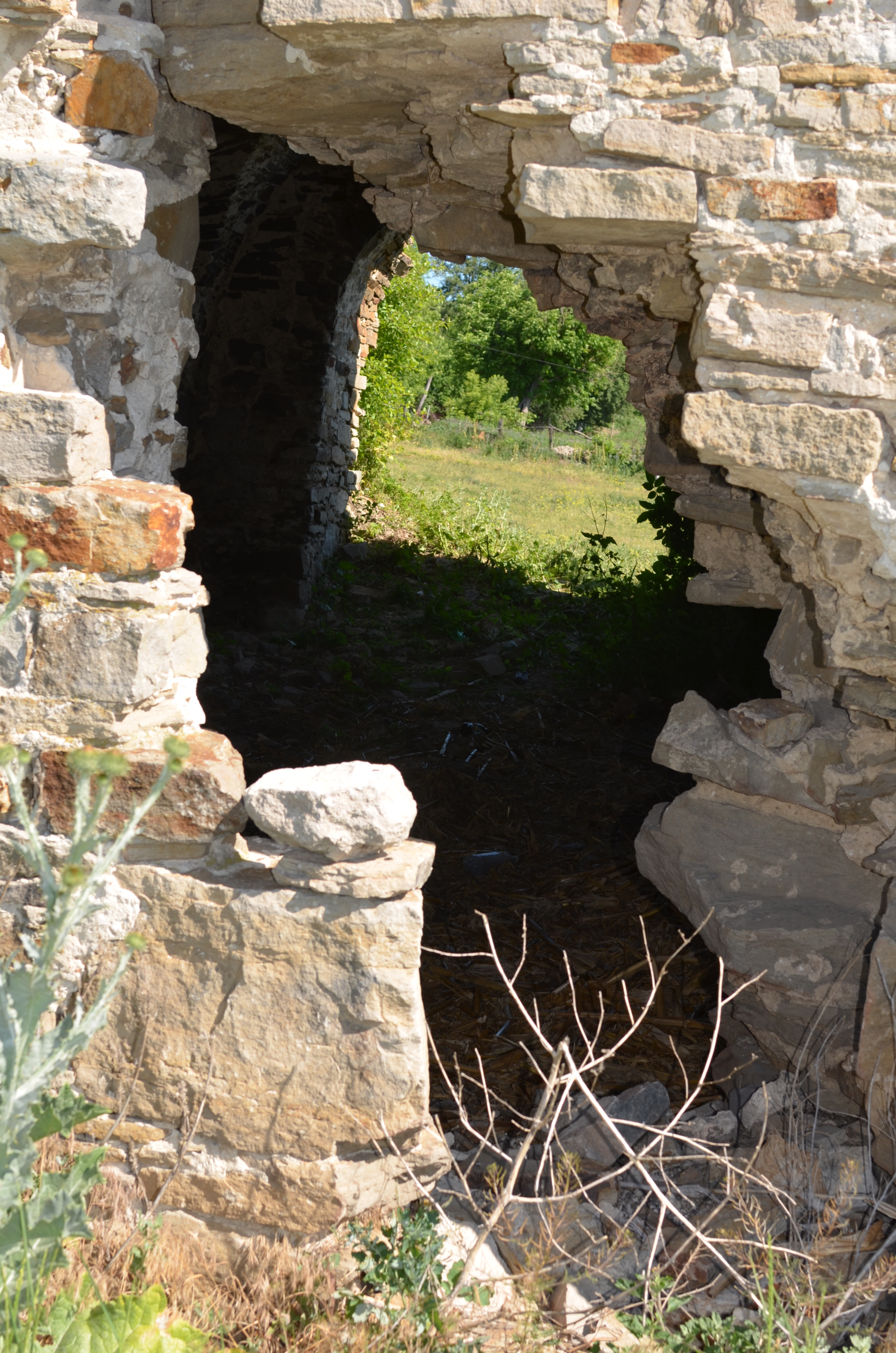
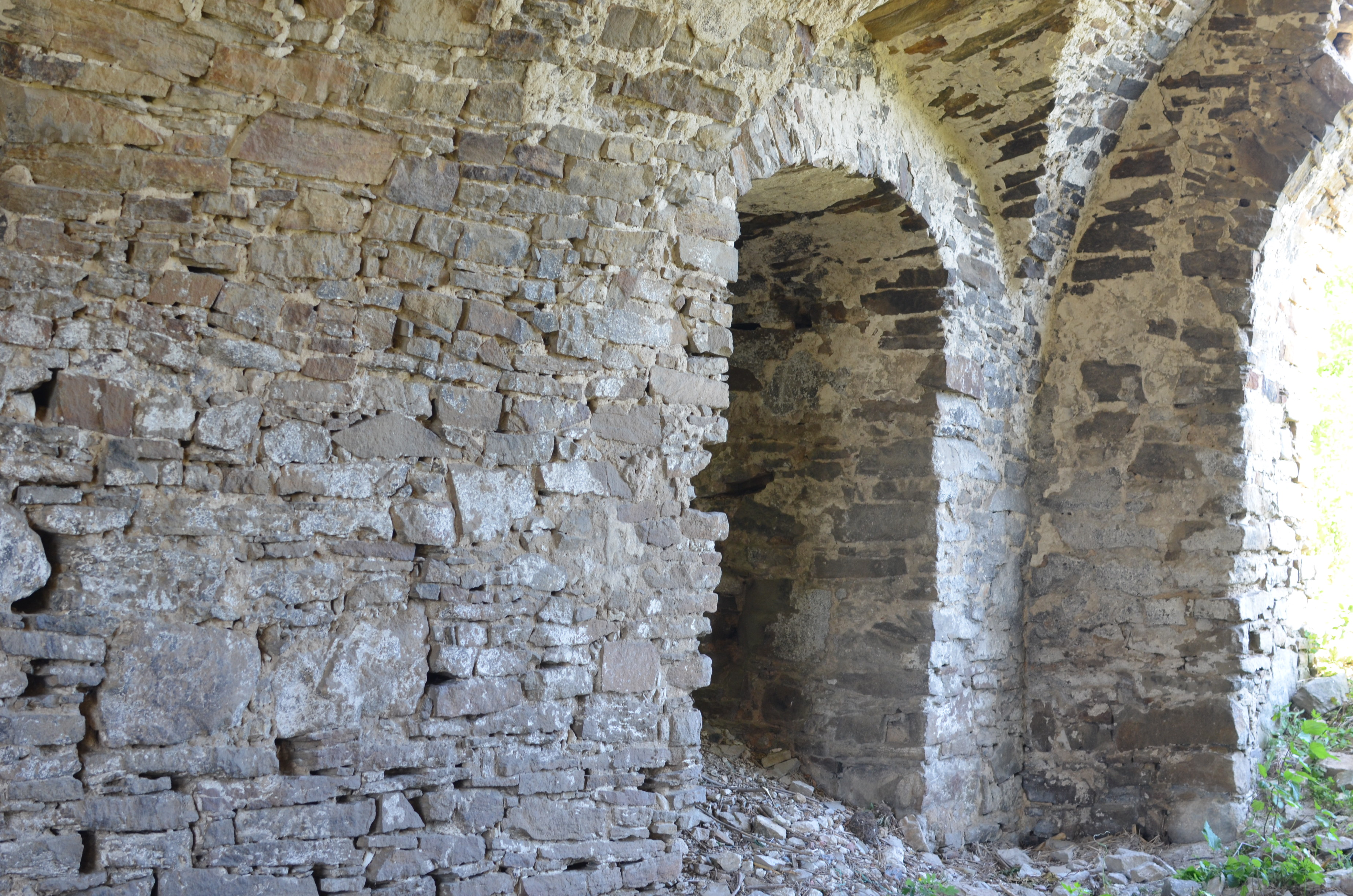
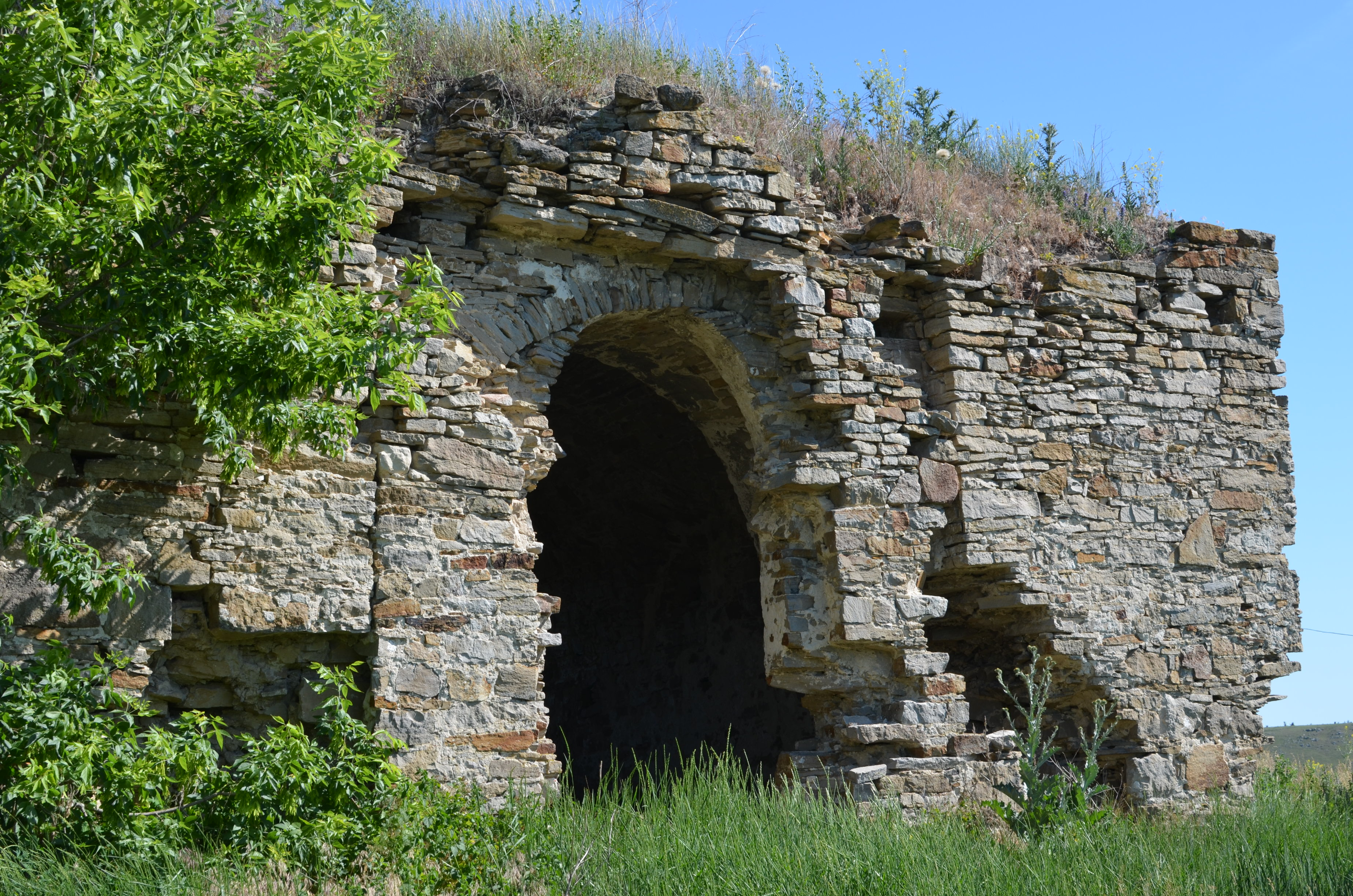
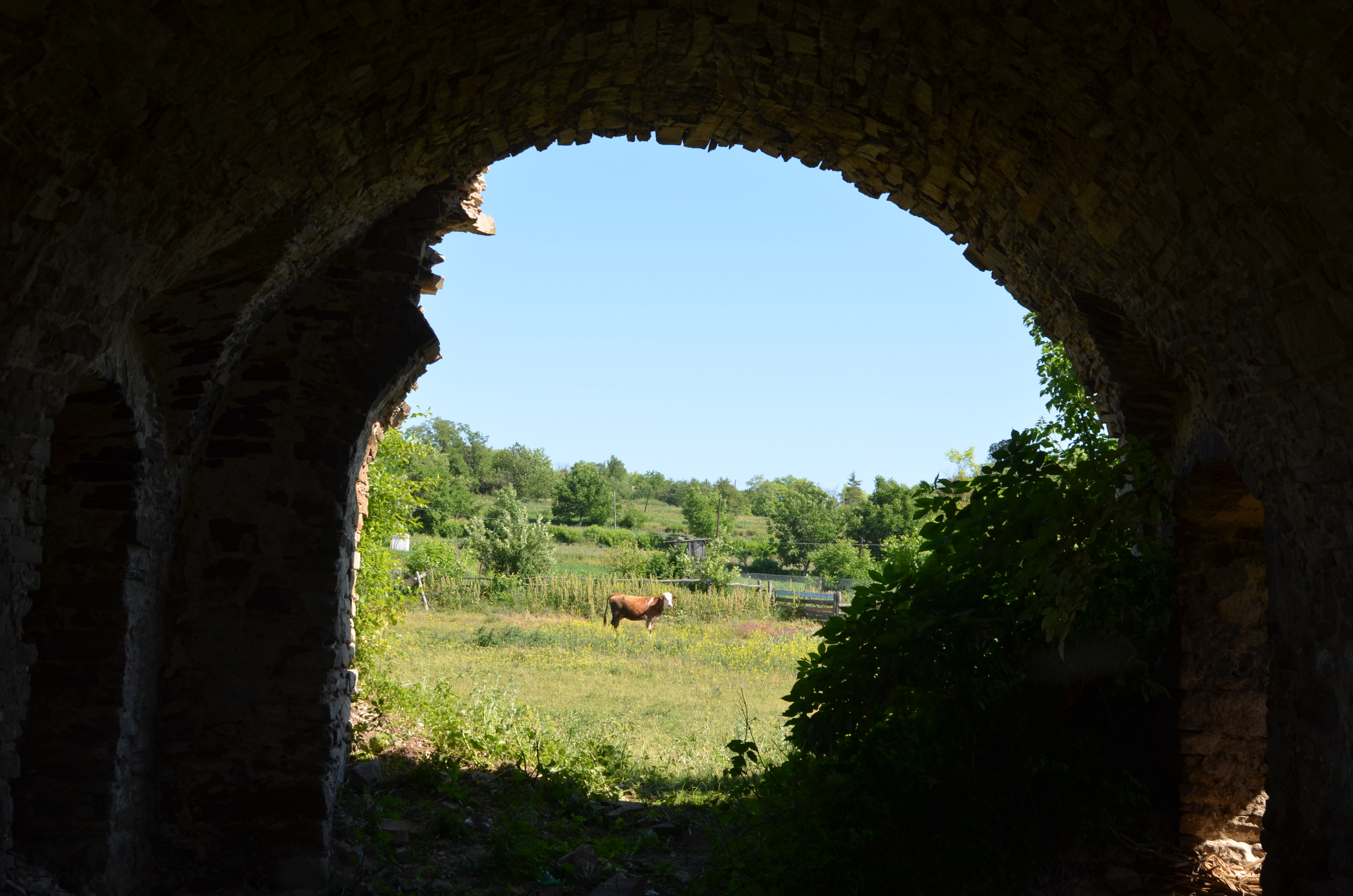
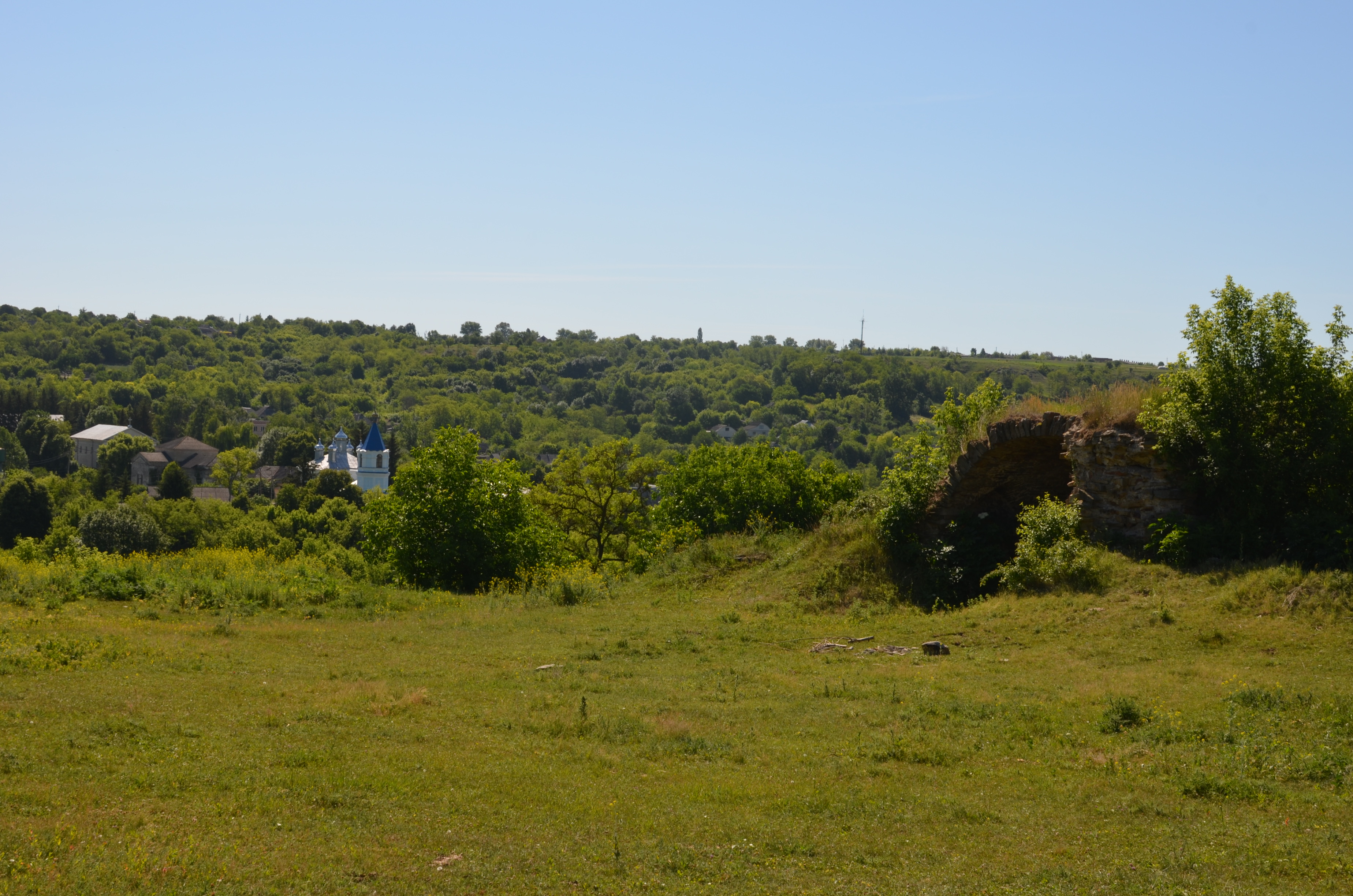
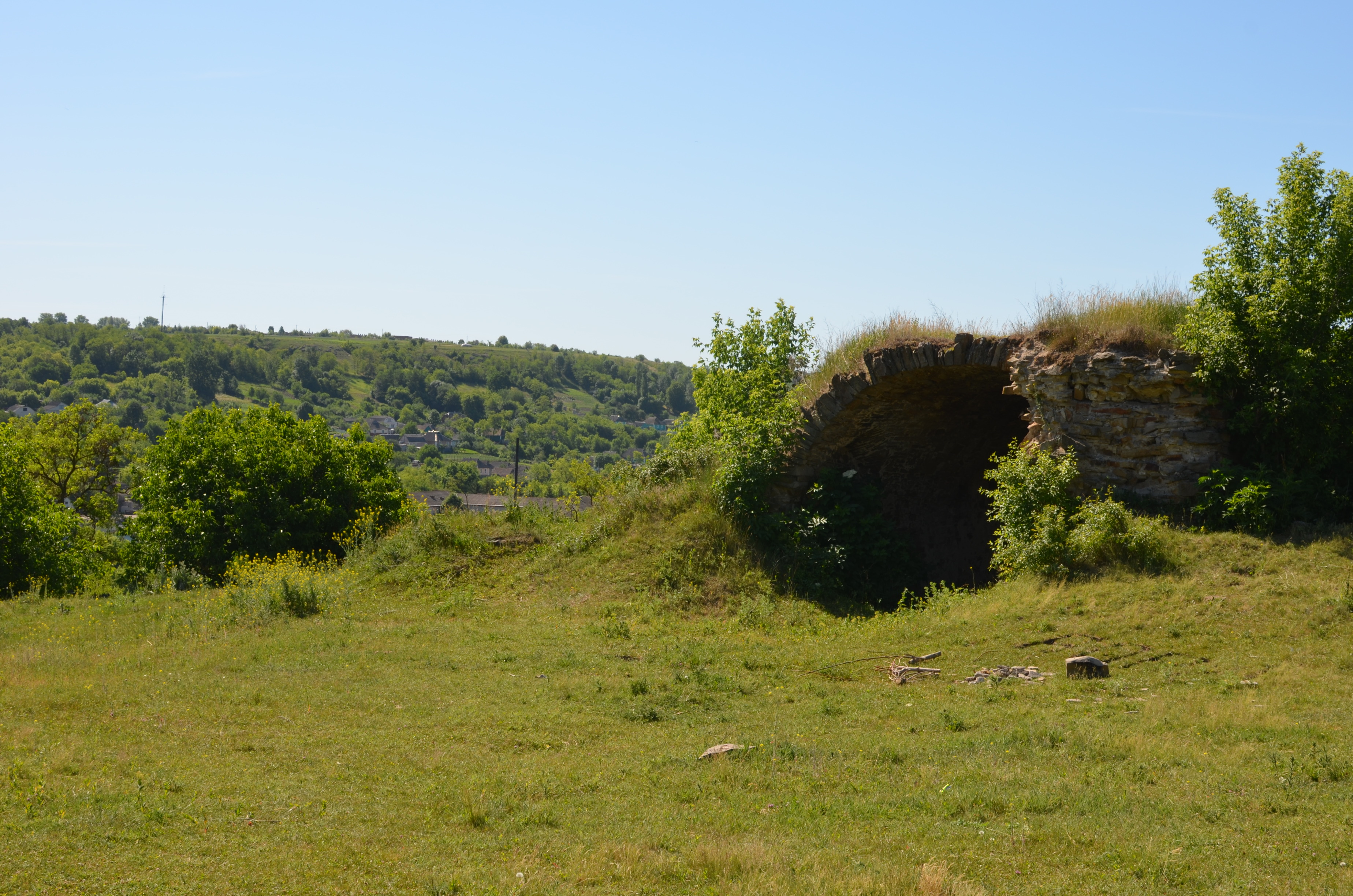
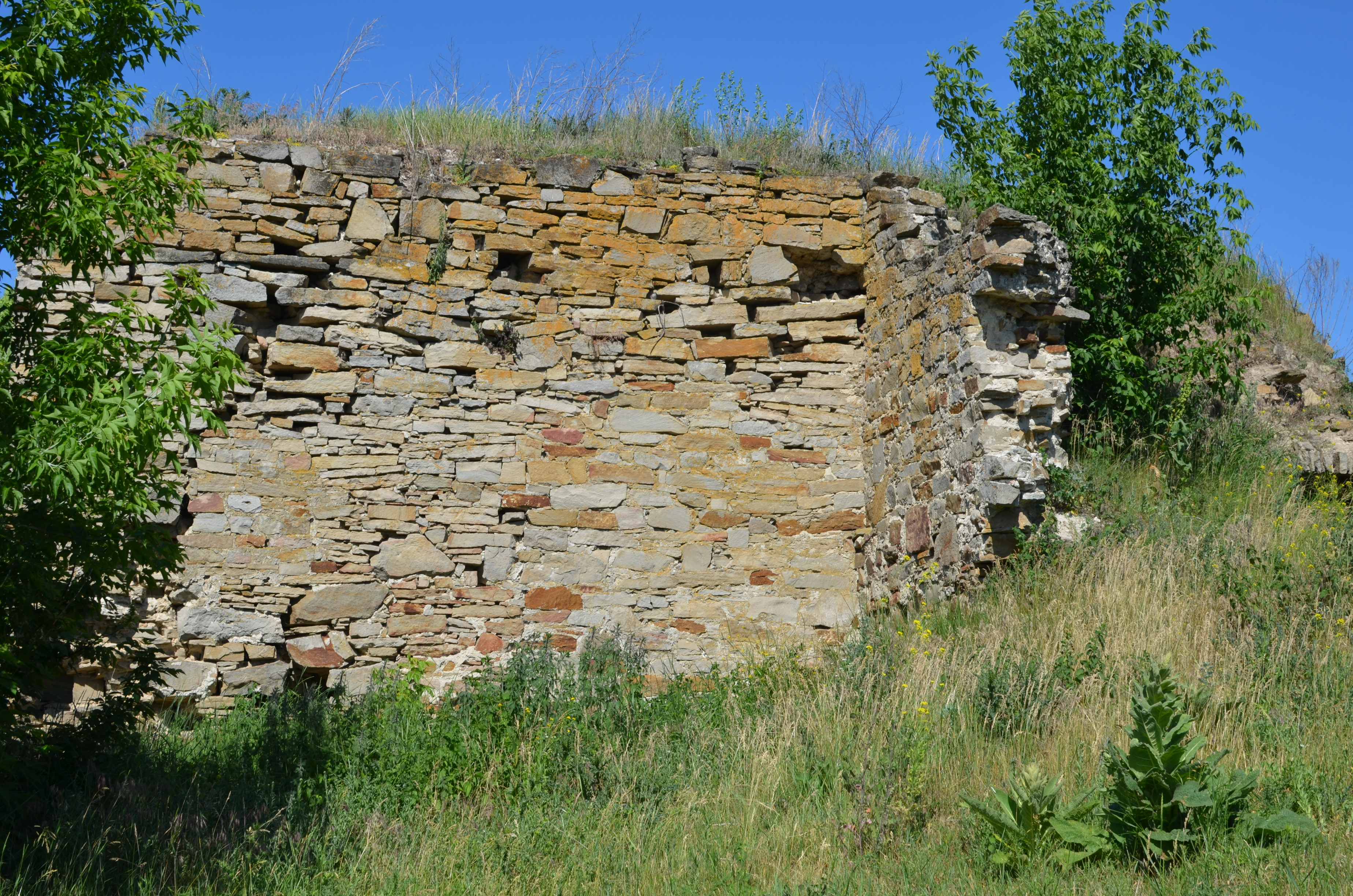
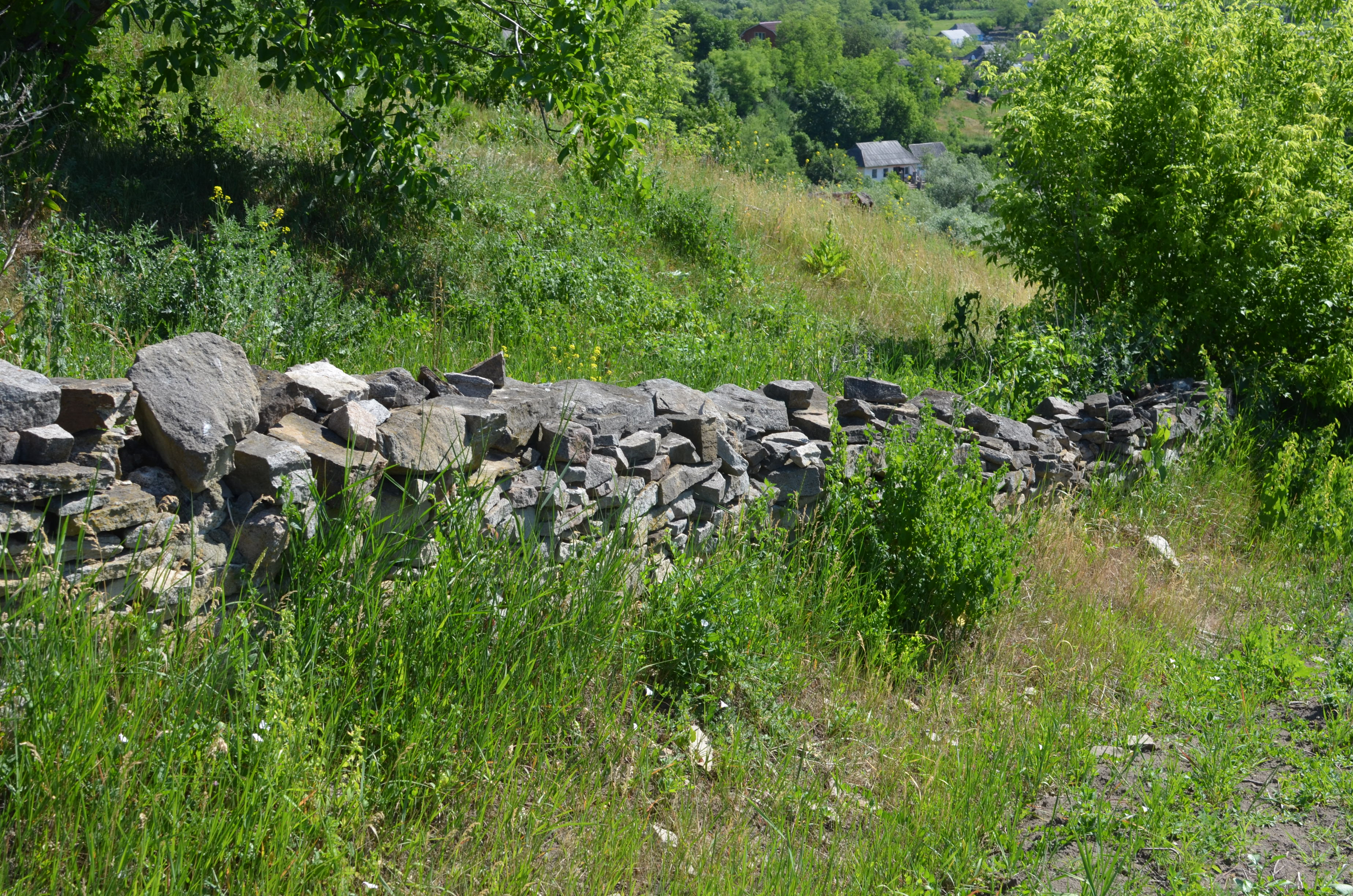
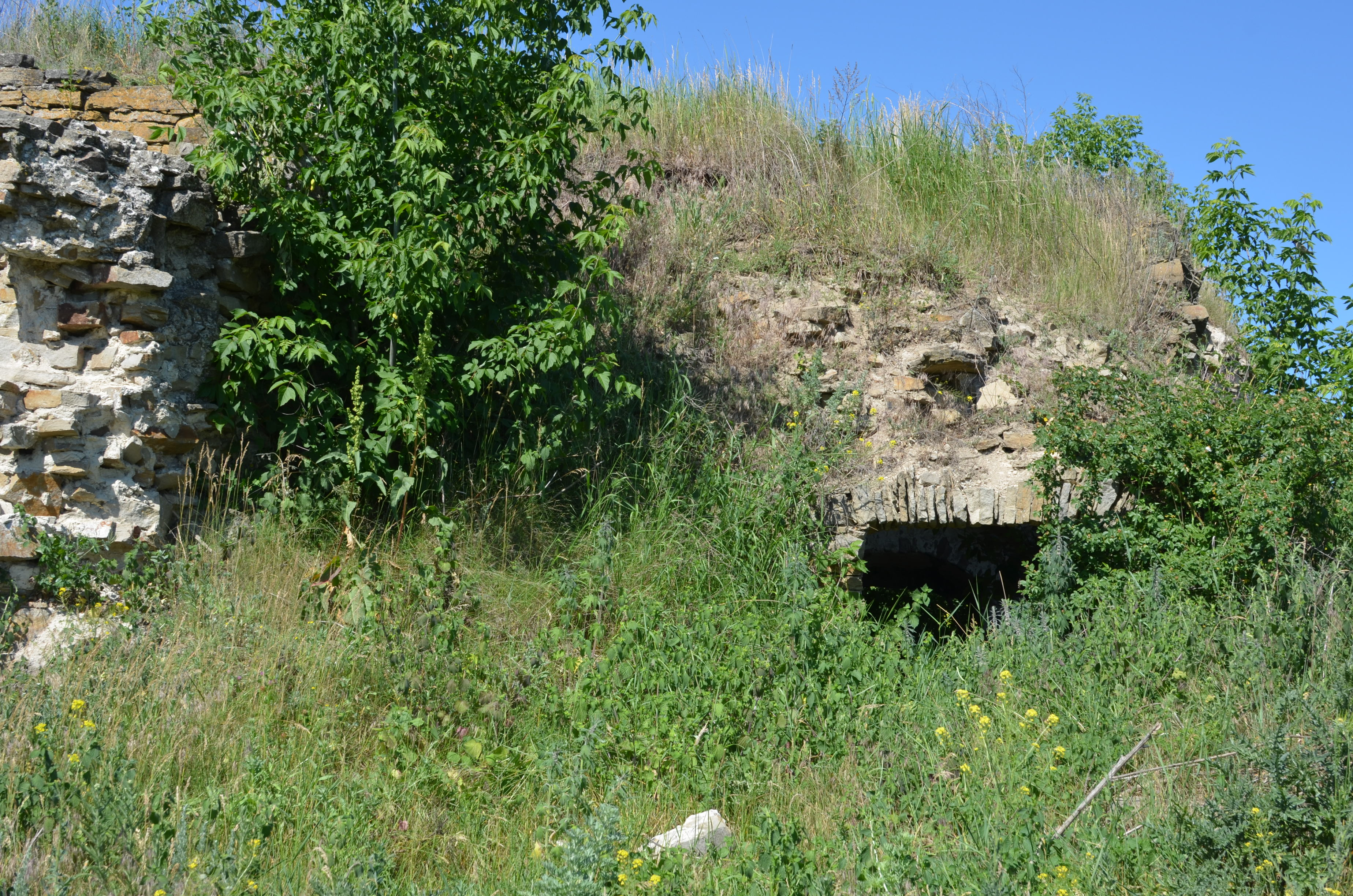
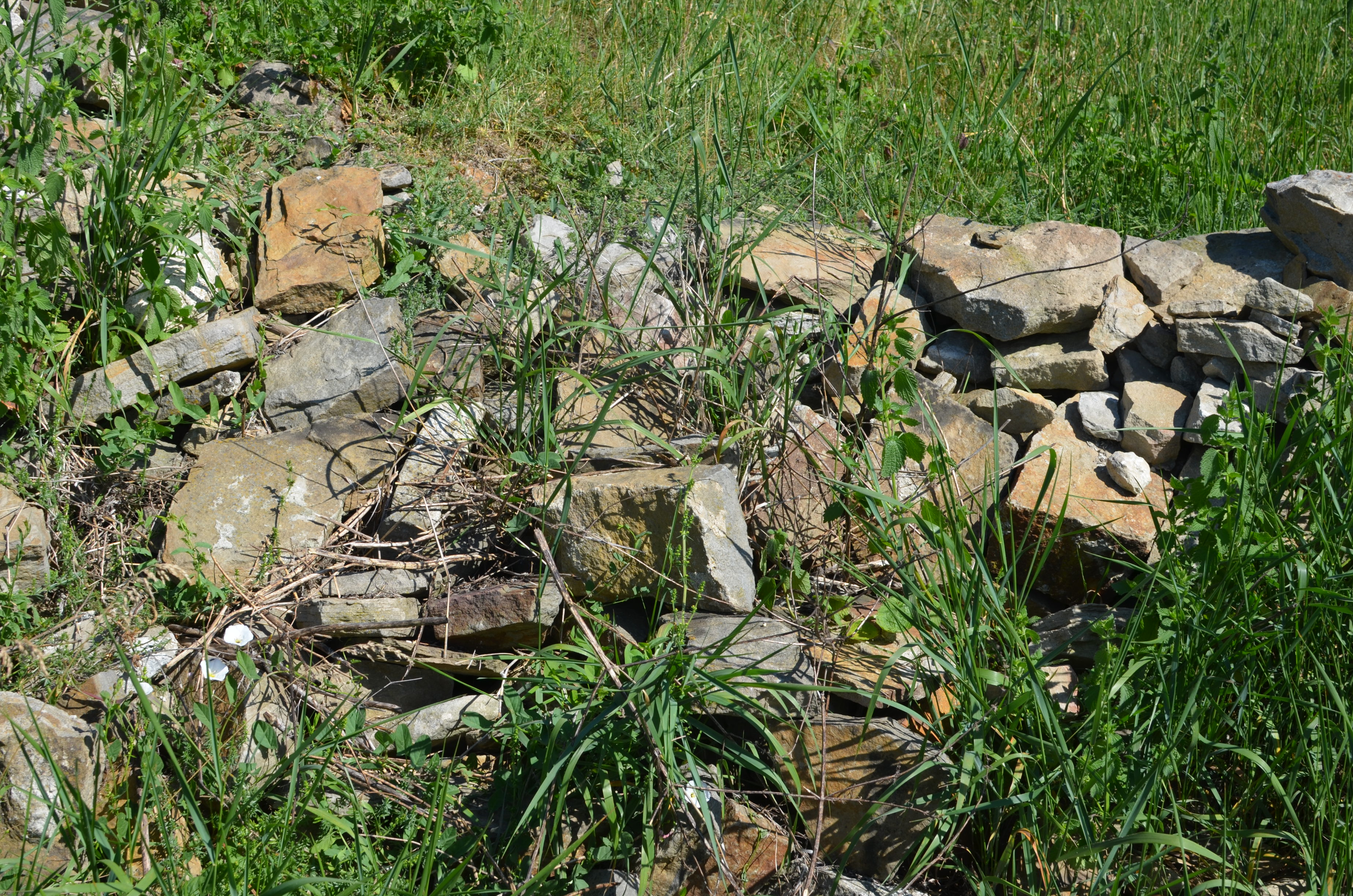